# Ozola prouti
Ozola prouti är en fjärilsart som beskrevs av Holloway 1976. Ozola prouti ingår i släktet Ozola och familjen mätare. Inga underarter finns listade i Catalogue of Life.